# Anton-Bruckner-Gymnasium Straubing
Das Anton-Bruckner-Gymnasium Straubing (kurz: ABG) ist eines von vier Gymnasien der Stadt Straubing in Bayern. Als Musisches und Wirtschaftswissenschaftliches Gymnasium besitzt es durch seine Ausbildungsrichtungen in der Straubinger Schullandschaft ein Alleinstellungsmerkmal.

## Geschichte
Das Gymnasium ging ursprünglich aus einem 1824 gegründeten Lehrerseminar hervor.
Auf einen königlichen Erlass vom 4. September 1823 wurde am 1. November 1824 im Straubinger Jesuitenkolleg ein Lehrerseminar eingerichtet, das 1833 durch den Bau eines Lehrerwohnhauses erweitert wurde. 1843 stimmte das Ministerium für Schulangelegenheiten der Verlegung in das ehemalige Chorherrenstift St. Jakob in der Seminargasse zu. Im Jahr 1924 wurde die sechsklassige Lehrerbildungsanstalt, wie das Seminar inzwischen hieß, vorübergehend zur Hochschule erhoben, so dass Straubing kurzzeitig zur Hochschulstadt wurde.
1935 wurde die Ausbildung der Volksschullehrer an staatliche Hochschulen verlagert, es erfolgte die Umwandlung der Lehrerbildungsanstalt zur Deutschen Aufbauschule Straubing, die mit ihren zunächst 240 Schülern auch als Deutsche Oberschule im Aufbau bezeichnet wurde.
Nach dem Zweiten Weltkrieg wurden 1953 kurzzeitig wieder in einer Staatlichen Lehrerbildungsanstalt mit Oberschule in Kurzform die Schüler- mit der Lehrerausbildung zusammengelegt. Aber bereits 1956 wurde beides wieder getrennt, die Lehrerbildung sollte nach Regensburg verlegt werden. 1958 stimmte das Staatsministerium für Unterricht und Kultus dem Neubau des inzwischen Deutschen Gymnasiums am Stadtgraben zu. Zugleich sollte auch das Schülerheim in der Seminargasse wieder instand gesetzt werden. Der Neubau konnte 1961 eingeweiht und in Betrieb genommen werden.
Durch einen Erlass des Staatsministeriums für Unterricht und Kultus vom 26. November 1965 wurde dem Deutschen Gymnasium die Bezeichnung Anton-Bruckner-Gymnasium verliehen. Das staatliche Schülerheim, das dem Gymnasium angegliedert ist, wurde in den Jahren 1966 bis 1969 an der Wittelsbacher Höhe neu gebaut. Heimleiter war in dieser Zeit der spätere bayerische Umweltminister Alfred Dick, Schulleiter wurde 1968 Georg Hirte. Im Jahr 1974 begann auch der Neubau des Gymnasiums an der Wittelsbacher Höhe, der zum Schuljahr 1976/1977 bezogen werden konnte. 1979 wurde die Auflösung der bis dahin betriebenen siebenjährigen Kurzform des Gymnasiums beschlossen. Der musische Zweig des Gymnasiums brachte mehrfach erfolgreiche Teilnehmer beim Wettbewerb Jugend musiziert hervor. 1984 wurde Manfred Volk Nachfolger von Georg Hirte als Schulleiter.
1991 wurde das staatliche Schülerheim aufgelöst. 1998 übernahm Walter Wolf († 2007) die Schulleitung, der 2003 von Werner Schäfer abgelöst wurde. 2004 war das Gymnasium Ausrichter für die 48. Theatertage der bayerischen Gymnasien. Von 2011 bis Februar 2017 leitete Rudolf Reinhardt die Schule. Im Rahmen der Einführung des G8 wurde eine Mensa errichtet sowie ein Erweiterungsbau, der weitere Klassenzimmer beinhaltet. Ein zweiter Erweiterungsbau mit sechs Klassen- und Kursräumen wurde 2016 in Massivholzbauweise fertiggestellt. Seit April 2017 ist Eva Huller Schulleiterin des Anton-Bruckner-Gymnasiums.
An der Schule ist ein Studienseminar für die Fächer Deutsch, Englisch, Geschichte, Geographie, Sport (weiblich) und Wirtschaftswissenschaften eingerichtet.

## Unterricht

### Musisches Gymnasium
Im musischen Zweig wird besonderes Gewicht auf die Fächer Musik und Kunst gelegt. Musik ist dabei in allen Jahrgangsstufen Kernfach, das Erlernen eines Instruments ist verbindlich. Dazu können die Schüler als Wahlfach in den verschiedensten Ensembles musizieren.
Außerdem ist das Fach Kunst in der Stundentafel der Mittelstufe gestärkt.
Neben zahlreichen Instrumentalensembles, Solo-Instrumentalisten und Gesangssolisten prägt der große Chor des ABG seit Jahren das kulturelle Leben der Stadt Straubing mit. Die regelmäßigen Konzerte (Lions-Konzert, Frühjahrskonzert, Konzerte der Abiturienten etc.), Musicals sowie Studienreisen des Oberstufenchores (seit 2006 unter der Leitung von Stefan Frank) machten die Schule überregional, auch im Ausland, bekannt. So führten die Chorreisen die Schüler unter anderem nach Rumänien, Frankreich, Ungarn, Italien, Kroatien und Belgien.

### Wirtschaftswissenschaftliches Gymnasium
Der Schwerpunkt im wirtschaftswissenschaftlichen Zweig liegt im wirtschaftlichen und rechtskundlichen Bereich sowie auf den Profilfächern Wirtschaftsinformatik und Sozialkunde.
Durch Kooperationen mit Betrieben können die Schüler bei Praktika und Exkursionen die im Unterricht erworbenen Kenntnisse auch in der Praxis vertiefen.

## Bekannte ehemalige Schüler
| Andreas Dombert   | 1979*     | Gitarrist                                                                       |
| Elli Erl          | 1979*     | Sängerin und Gewinnerin der zweiten Staffel von Deutschland sucht den Superstar |
| Dominik Glöbl     | 1984*     | Trompeter, Komponist, Textdichter, Fernsehmoderator und Musikpädagoge           |
| Maria Hafner      | 1980*     | Musikerin und Schauspielerin                                                    |
| Wolfgang Hammer   | 1946*     | Pädagoge und Autor                                                              |
| Christian Höcherl | 1973*     | Solo-Trompeter der Dresdner Philharmonie                                        |
| Gerold Huber      | 1969*     | Pianist                                                                         |
| Luise Kinseher    | 1969*     | Kabarettistin                                                                   |
| Siegfried Mauser  | 1954*     | Pianist, Musikwissenschaftler                                                   |
| Kurt Raab         | 1941–1988 | Schauspieler, Drehbuchautor und Regisseur                                       |
| Peer Raben        | 1940–2007 | Komponist                                                                       |
| Franz Raml        | 1964*     | Organist und Cembalist                                                          |
| Martin Rasch      | 1974*     | Pianist                                                                         |
| Sascha Roßmüller  | 1972*     | Politiker                                                                       |
| Andreas Sobczyk   | 1979*     | Pianist                                                                         |
| Johanna Uekermann | 1987*     | Politikerin                                                                     |
| Wolfgang Vogl     | 1966*     | römisch-katholischer Theologe und Hochschullehrer                               |
| Markus Weinzierl  | 1974*     | Fußballtrainer und ehemaliger Zweitligaspieler                                  |